# María del Carmen Martínez Payva
María del Carmen Martínez Payva fue una escritora y libretista argentina. Una de las pioneras del radioteatro argentino.

## Carrera
Martínez Payva solía también escritora radioteatral Yaya Suárez Corvo, ambas exitosas seguidoras de los dramas que en los años treinta urdían Francisco Staffa, Luis Pozzo Ardizzi o Rafael García Ibañez. Entre otros grandes libretistas de aquel entonces estaban Silvia Guerrico, Eifel Celesia, Roberto Valenti, Alma Bressan, Josephine Bernard, Abel Santa Cruz, Nené Cascallar, Laura Favio y el jovencito Alberto Migré.
Por lo general sus obras tenían una trama ligada a la psicología tortuosa, como supo decir Juan José Sebreli en su libro El tiempo de una vida.
Escribió y adaptó obras radioteatrales como El muelle de las brumas, Por la luz de tus ojos, El camino del lobo transmitidas por L.R. 3, El precio del amor por Radio El Mundo y encabezado por Julia de Alba, Donde se duerme el río, Sin Ley con Oscar Casco e Iris Láinez por Radio Splendid (En el readioteatro Gran Teatro Ponds), entre muchas otras.
En televisión escribió algunas obras para ciclos de teatro dramático como Teleteatro Intimo, Teleteatro del hogar y el 'Teleteatro Palmolive del aire.
Mucho de sus textos eran retratados en el micrófono por artistas de la talla de Oscar Casco, Hilda Bernard, Niní Marshall, Mecha Caus, Olga Casares Pearson, Irma Córdoba y Sergio Malbrán, entre otros.
En 1953 recibió una mención a la producción radial junto con lberto Felipe Milletari.

## Televisión
- 1965: Teleteatro del hogar.
- 1964: Teleteatro Palmolive del aire, ep.  Yo seré tu mundo, con Margarita Corona, Lucio Deval, Beatriz Día Quiroga, Rodolfo Onetto y Rodolfo Salerno.[6]
- 1960: Teleteatro Intimo, ep. El último banco protagonizada por Jorge Salcedo.

## Radioteatros
- El muelle de las brumas
- Por la luz de tus ojos
- El camino del lobo
- El precio del amor
- Donde se duerme el río
- Gran Teatro Ponds (1953)